# Liste der Staatsoberhäupter 809
Übersicht
◄◄ | ◄ | 805 | 806 | 807 | 808 | Liste der Staatsoberhäupter 809 | 810 | 811 | 812 | 813 | ► | ►►

Weitere Ereignisse

## Afrika
- Aghlabiden 
  - Emir: Ibrahim I. ibn al-Aghlab (800–812)

- Idrisiden in Marokko
  - Imam: Idris II. (791–828)

- Rustamiden
  - Imam: 'Abd al-Wahhab ibn 'Abd al-Rahman (788–824)

## Amerika
- Maya
  - Copán
    - Herrscher: Yax Pasaj Chan Yoaat (762–820)

  - Tikal
    - Herrscher: „Verdunkelte Sonne“ (805–815)

## Asien
- Bagan
  - König: Sawhkinhnit (802–829)

- China
  - Kaiser: Tang Xianzong (805–820)

- Iberien (Kartlien)
  - König: Aschot I. (786–830)

- Indien
  - Östliche Chalukya
    - König: Vijayaditya II. (808–847)

  - Pala
    - König: Dharmapala (775–810)

  - Pallava
    - König: Thandi Varman (775–825)

  - Pandya
    - König: Varagunan I. (800–830)

  - Pratihara
    - König: Param Bhattarak Parmeshwar Nagabhata II. (805–833)

  - Rashtrakuta
    - König: Govinda III. (793–814)

- Japan
  - Kaiser: Heizei (806–809)
  - Kaiser: Saga (809–823)

- Kaschmir
  - König: Jayapida (779–813)

- Khmer
  - König: Jayavarman II. (802–850)

- Korea
  - Balhae
    - König: Mokjong Kang (795–809)
    - König: Uijong Jung (809–812)

  - Silla
    - König: Aejang (800–809)
    - König: Heondeok (809–826)

- Kalifat der Muslime
  - Kalif: Hārūn ar-Raschīd (786–809)
  - Kalif: al-Amin (809–813)

- Nanzhao
  - König: Meng Xungequan (808–809)
  - König: Meng Quanlongsheng (809–816)

- Tibet
  - König: Satnalek (799–815)

## Europa
- Bulgarien
  - Khan: Krum (803–814)

- Byzantinisches Reich
  - Kaiser: Nikephoros I. (802–811)

- England (Heptarchie)
  - East Anglia
    - zu Mercia 800–827

  - Essex
    - König: Sigered (798–825)

  - Kent
    - König: Cenwulf (807–821)

  - Mercia
    - König: Cenwulf (796–821)

  - Northumbria
    - König: Eardwulf (808–810)

  - Wessex
    - König: Egbert (802–839)

- Fränkisches Reich
  - König: Karl der Große (768–814)
  - Grafschaft Toulouse
    - Graf: Beggo I. (806–816)

- Italien
  - Kirchenstaat
    - Papst: Leo III. (795–816)

  - Venedig
    - Doge von Venedig: Obelerio Antenoreo (804–810)

- Schottland
  - Dalriada
    - König: Konstantin (781–820)

  - Strathclyde
    - König: Riderch II. (780–ca. 810)

  - Pikten
    - König: Konstantin (789–821)

- Spanien
  - Asturien
    - König: Alfons II. (791–842)

  - Grafschaft Barcelona
    - Graf: Berà (801–820)

  - Emirat von Córdoba
    - Emir: al-Hakam I. (796–822)

- Wales
  - Gwynedd
    - Fürst: Cynan Dindaethwy ap Rhodri (798–816)

  - Powys
    - Fürst: Cyngen ap Cadell (808–854)